# Драган Михайлович
Драган Михайлович (на сръбски: Драган Михајлович) е швейцарски футболист, който играе на поста десен бек. Състезател на Белинцона.

## Кариера
Михайлович започва своята кариера в Белинцона, в италианско говорещия регион на Швейцария. Той прави своя дебют в професионалния футбол на 26 април 2008, при победата с 3–0 над Ивердон, влизайки като смяна на мястото на Анджело Расо.

### Левски София
На 12 февруари 2021 г. е обявен за ново попълнение на Левски (София). Дебютира за отбора на 21 февруари при равенството 0–0 като гост на Етър.

## Успехи
АПОЕЛ
- Суперкупа на Кипър (1): 2019

 Левски (София)
- Купа на България (1): 2022